# Tour de Catar 2016
La 15.ª edición del Tour de Catar se corrió entre el 8 y el 12 de febrero de 2016 en Catar.
La carrera formó parte del calendario UCI Asia Tour 2016 en su máxima categoría 2.HC.
El ganador fue el ciclista Mark Cavendish del equipo Dimension Data al término de la quinta y última etapa, quién superó a Alexander Kristoff y Greg Van Avermaet.

## Equipos participantes
Participaron en la carrera 18 equipos: 8 de la máxima categoría UCI ProTeam y 8 Profesionales Continentales; y 2 equipos de categoría Continental. Formando así un pelotón de 140 ciclistas de los que acabaron 128 ciclistas.
| Equipo                      | Cód. UCI | Categoría               |
| --------------------------- | -------- | ----------------------- |
| Astana Pro Team             | AST      | UCI ProTeam             |
| BMC Racing Team             | BMC      | UCI ProTeam             |
| Dimension Data              | DDD      | UCI ProTeam             |
| Team LottoNL-Jumbo          | TLJ      | UCI ProTeam             |
| Team Katusha                | KAT      | UCI ProTeam             |
| Lampre-Merida               | LAM      | UCI ProTeam             |
| Team Giant-Alpecin          | TGA      | UCI ProTeam             |
| AG2R La Mondiale            | ALM      | UCI ProTeam             |
| Bora-Argon 18               | BOA      | Profesional Continental |
| Fortuneo-Vital Concept      | FVC      | Profesional Continental |
| Topsport Vlaanderen-Baloise | TSV      | Profesional Continental |
| Wanty-Groupe Gobert         | WGG      | Profesional Continental |
| Drapac Professional Cycling | DPC      | Profesional Continental |
| Roompot Oranje Peloton      | ROP      | Profesional Continental |
| UnitedHealthcare            | UHC      | Profesional Continental |
| CCC Sprandi Polkowice       | CCC      | Profesional Continental |
| Sky Dive Dubai              | SKD      | Continental             |
| Cult Energy-Stölting Group  | CLT      | Continental             |

## Etapas
La edición 2016 del Tour de Catar tiene 5 etapas y un recorrido de 625 km, comenzando en Dukhan y finalizando en Doha. Todas las etapas serán completamente llanas con una contrarreloj de 11 km. en la tercera etapa.
| Etapa     | Fecha     | Recorrido                    | type                    | Distancia (km) | Ganador              | Líder                |
| --------- | --------- | ---------------------------- | ----------------------- | -------------- | -------------------- | -------------------- |
| 1.ª etapa | 8 de feb  | Dukhan – Yor                 | etapa llana             | 176            | Mark Cavendish       | Mark Cavendish       |
| 2.ª etapa | 9 de feb  | Doha – Doha                  | etapa llana             | 135            | Alexander Kristoff   | Mark Cavendish       |
| 3.ª etapa | 10 de feb | Lusail – Lusail              | contrarreloj individual | 11             | Edvald Boasson Hagen | Edvald Boasson Hagen |
| 4.ª etapa | 11 de feb | Zubarah – Madinat ash Shamal | etapa llana             | 189            | Alexander Kristoff   | Mark Cavendish       |
| 5.ª etapa | 12 de feb | Sealine Beach Resort – Doha  | etapa llana             | 114            | Alexander Kristoff   | Mark Cavendish       |

## Clasificaciones

### Clasificación general
| Posición | Ciclista             | Equipo         | Tiempo             |
| -------- | -------------------- | -------------- | ------------------ |
|          | Mark Cavendish       | Dimension Data | 13 h 47 min 23 seg |
| 2º       | Alexander Kristoff   | Katusha        | a 5 seg            |
| 3º       | Greg Van Avermaet    | BMC Racing     | a 8 seg            |
| 4º       | Manuel Quinziato     | BMC Racing     | a 12 seg           |
| 5º       | Edvald Boasson Hagen | Dimension Data | a 25 seg           |
| 6º       | Søren Kragh Andersen | Giant-Alpecin  | a 36 seg           |
| 7º       | Sam Bennett          | Bora-Argon 18  | a 47 seg           |
| 8º       | Sven Erik Bystrøm    | Katusha        | a 55 seg           |
| 9º       | Viacheslav Kuznetsov | Katusha        | a 56 seg           |
| 10º      | Michael Schär        | BMC Racing     | a 1 min 4 seg      |

### Clasificación por puntos
| Posición | Ciclista             | Equipo         | Puntos |
| -------- | -------------------- | -------------- | ------ |
|          | Alexander Kristoff   | Katusha        | 57 pts |
| 2º       | Mark Cavendish       | Dimension Data | 54 pts |
| 3º       | Edvald Boasson Hagen | Dimension Data | 32 pts |
| 4º       | Greg Van Avermaet    | BMC Racing     | 31 pts |
| 5º       | Sacha Modolo         | Lampre-Merida  | 23 pts |

### Clasificación de los jóvenes
| Posición | Ciclista             | Equipo             | Tiempo             |
| -------- | -------------------- | ------------------ | ------------------ |
|          | Søren Kragh Andersen | Giant-Alpecin      | 13 h 47 min 59 seg |
| 2º       | Sven Erik Bystrøm    | Katusha            | a 19 seg           |
| 3º       | Moreno Hofland       | Team LottoNL-Jumbo | a 2 min 12 seg     |
| 4º       | Nils Politt          | Katusha            | a 2 min 44 seg     |
| 5º       | Daniel Eaton         | UnitedHealthcare   | a 3 min 2 seg      |

### Clasificación por equipos
| Posición | Equipo         | Tiempo             |
| -------- | -------------- | ------------------ |
|          | BMC Racing     | 41 h 23 min 15 seg |
| 2º       | Katusha        | a 57 seg           |
| 3º       | Bora-Argon 18  | a 2 min 3 seg      |
| 4º       | Dimension Data | a 4 min 3 seg      |
| 5º       | Astana         | a 6 min 17 seg     |

## Evolución de las clasificaciones
| Etapa (Vencedor)                 | Clasificación general | Clasificación por puntos | Clasificación de los jóvenes | Clasificación por equipos |
| -------------------------------- | --------------------- | ------------------------ | ---------------------------- | ------------------------- |
| 1.ª etapa (Mark Cavendish)       | Mark Cavendish        | Mark Cavendish           | Søren Kragh Andersen         | BMC Racing                |
| 2.ª etapa (Alexander Kristoff)   | Mark Cavendish        | Mark Cavendish           | Sven Erik Bystrøm            | Katusha                   |
| 3.ª etapa (Edvald Boasson Hagen) | Edvald Boasson Hagen  | Mark Cavendish           | Søren Kragh Andersen         | BMC Racing Team           |
| 4.ª etapa (Alexander Kristoff)   | Mark Cavendish        | Alexander Kristoff       | Søren Kragh Andersen         | BMC Racing Team           |
| 5.ª etapa (Alexander Kristoff)   | Mark Cavendish        | Alexander Kristoff       | Søren Kragh Andersen         | BMC Racing Team           |
| Final                            | Mark Cavendish        | Alexander Kristoff       | Søren Kragh Andersen         | BMC Racing Team           |